# Protracheoniscus fossuliger
Protracheoniscus fossuliger är en kräftdjursart som beskrevs av Karl Wilhelm Verhoeff. Protracheoniscus fossuliger ingår i släktet Protracheoniscus och familjen Trachelipodidae. Inga underarter finns listade i Catalogue of Life.